# Pierre Petry
Pierre Petry (13 juli 1961) is een voormalig voetballer uit Luxemburg. Hij speelde als verdediger gedurende zijn carrière. Petry beëindigde zijn loopbaan in 1996 bij CS Grevenmacher.

## Interlandcarrière
Petry kwam in totaal 29 keer (geen doelpunt) uit voor de nationale ploeg van Luxemburg in de periode 1984-1993. Onder leiding van bondscoach Jef Vliers maakte hij zijn debuut op 13 oktober 1984 in de WK-kwalificatiewedstrijd tegen Frankrijk (0-4), net als collega-verdedigers Laurent Schonckert (Union Luxembourg) en René Scheuer (Red Boys Differdange). Zijn 29ste en laatste interland speelde Petry op 27 oktober 1993 in Boedapest tegen Hongarije (1-0).

## Erelijst
CS Grevenmacher
- Beker van Luxemburg

1995